# Банту (группа народов)

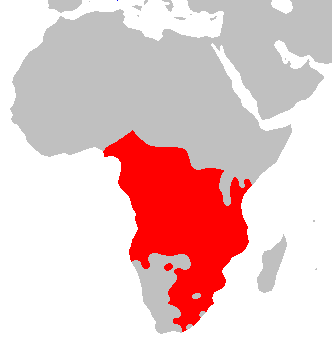
Красным цветом отмечена зона основного проживания

Народности ба́нту (от a-ba-ntu — «люди») — общее название для более чем четырёхсот этнических групп, проживающих практически на всей территории Африки южнее Сахары, которые объединены общими традициями и языками, относящимися к группе банту. В настоящее время банту насчитывается около 200 миллионов человек, занятых, в основном, в сельском хозяйстве. К крупнейшим представителям банту относятся народы: шона — 14 млн, руанда — 13 млн, зулусы — 10,5 млн, конго — 10 млн, макуа — 8,55 млн, коса — 7,9 млн, рунди — 7 млн, чокве — 1,95 млн человек.
У бантуговорящих племён преобладает Y-хромосомная гаплогруппа E. Взрывообразный рост числа носителей двух независимых линий гаплогруппы E1b1a1a1-M180 произошёл примерно 5 тыс. лет назад в Африке южнее Сахары. Увеличение численности носителей митохондриальной гаплогруппы L3 в Центральной Африке ок. 4—3 тыс. л. н. соответствует экспансии банту.

## Языки банту
Языки банту широко используются в повседневном общении, хотя далеко не во всех странах имеют статус официальных языков: исключение составляют суахили, широко распространённый как лингва-франка в Восточной Африке (официальный в Танзании, Кении и Уганде), и ряд языков Южной Африки, имеющих официальный статус в ЮАР, Лесото, Ботсване, Свазиленде и Зимбабве. Многие языки банту имеют статус региональных.
С лингвистической точки зрения, языки банту, хотя и распространены на огромных пространствах Африки, сравнительно близки друг к другу. Это связано с тем, что расселение бантуязычных народов относится к сравнительно недавнему прошлому (разделение на северо-западную и центральную группы датируется примерно II тысячелетием до н. э, а распад центральной группы — концом I тысячелетия до н. э. (это ненамного древнее распада германских языков). Кроме того, существенную роль в бантуском ареале играли, по-видимому, конвергентные процессы и ареальные факторы, что также обусловливает близость языков друг к другу.

## Хронология расселения банту
- X век до н. э. — банту достигают территории Великих Африканских озёр. В этом районе около 1000 г. до н. э. появляются первые свидетельства о выращивании злаков (сорго), интенсивном скотоводстве, а с 800 г. до н. э. — и обработки металлов, в частности железа (Руанда и Танзания), что отражается в праязыке восточных банту (но не в прабанту). Не исключено, что эти инновации связаны с контактами банту и нило-сахарских народов долины Верхнего Нила, которые достигли этой стадии значительно раньше. Вероятно, именно бантуской была так называемая культура Уреве, относящаяся к железному веку и распространённая в районе Великих Африканских озёр. Интенсивное подсечно-огневое земледелие и необходимость древесного угля для производства железа привели к значительному сокращению площади лесов в этом регионе.
- В V веке до н. э. банту достигли низовий Конго. В то время банту еще не знали обработки металлов.[источник не указан 3076 дней]
- I в. до н. э. — заселение нынешних Анголы, Малави, Замбии и Зимбабве.
- I век — заселение Мозамбика.
- VI век — заселение территории современной ЮАР.

## Примечание
1. ↑  Ср. однокоренное слово убунту. Название введено европейскими исследователями.
2. ↑  Poznik et al. Punctuated bursts in human male demography inferred from 1,244 worldwide Y-chromosome sequences, 2016. Дата обращения: 17 сентября 2016. Архивировано 2 октября 2023 года.
3. ↑  Генетики обнаружили пять древних отцов всего человечества. Дата обращения: 17 сентября 2016. Архивировано 24 сентября 2016 года.
4. ↑  Soares P., Alshamali F., Pereira J. B., Fernandes V., Silva N. M., Afonso C., Costa M. D., Musilová E., Macaulay V., Richards M. B., Cerny V., Pereira L. The Expansion of mtDNA Haplogroup L3 within and out of Africa Архивная копия от 17 февраля 2018 на Wayback Machine // Mol Biol Evol. 2012 Mar;29(3):915-27. doi: 10.1093/molbev/msr245. Epub 2011 Nov 16.